# Unité urbaine de Ruffec
L'unité urbaine de Ruffec est une unité urbaine française centrée sur la commune de Ruffec, en Charente.

## Données globales
En 2020 - comme en 2010 -, selon l'Insee, l'unité urbaine de Ruffec est composée de deux communes, toutes les deux sont situées dans le département de la Charente, plus précisément dans l'arrondissement de Confolens.  
En 2021, sa population la classe au 6e rang des unités urbaines de la Charente.
Elle commande l'aire d'attraction de Ruffec qui s'étend sur 30 communes.

## Composition selon la délimitation de 2020
L'unité urbaine de Ruffec est composée des deux communes suivantes dont le zonage est resté le même en 2020 ; il correspond au périmètre urbain défini en 2010
Cependant, l'unité urbaine de Ruffec change de code urbain INSEE en 2020 en ayant l'identification 16105.
```
.
```

| Nom    | Code Insee | Statut | Superficie (km2) | Population (dernière pop. légale) | Densité (hab./km2) |
| ------ | ---------- | ------ | ---------------- | --------------------------------- | ------------------ |
| Condac | 16104      |        | 9,59             | 460 (2022)                        | 48                 |
| Ruffec | 16292      |        | 13,37            | 3 394 (2022)                      | 254                |

## Évolution démographique
| 1968  | 1975  | 1982  | 1990  | 1999  | 2006  | 2011  | 2016  |
| ----- | ----- | ----- | ----- | ----- | ----- | ----- | ----- |
| 4 484 | 4 617 | 4 594 | 4 322 | 4 100 | 4 086 | 3 966 | 3 915 |

## Pour approfondir